# Damernas tvåa utan styrman i rodd vid olympiska sommarspelen 2004
Damernas tvåa utan styrman i rodd vid olympiska sommarspelen 2004 avgjordes mellan den 15 och 21 augusti 2004.

## Medaljörer
| Gren              | Guld                                     | Silver                                   | Brons                                   |
| Tvåa utan styrman | Georgeta Damian och Viorica Susanu (ROU) | Katherine Grainger och Cath Bishop (GBR) | Julija Bitjyk och Natallja Helach (BLR) |

## Resultat

### Heat
14 augusti

Heat 1 10:10
1. Julija Bitjyk och Natallia Helach,  Belarus 7:27,73
2. Katherine Grainger och Cath Bishop,  Storbritannien 7:34,66
3. Maren Derlien och Sandra Goldbach,  Tyskland 7:44,00
4. Sophie Balmary och Virginie Chauvel,  Frankrike 7:49,70
5. Sarah Jones och Kate Mackenzie,  USA 7:53,78

Heat 2 10:20
1. Georgeta Damian och Viorica Susanu,  Rumänien 7:29,74
2. Darcy Marquardt och Buffy-Lynne Williams,  Kanada 7:42,36
3. Milka Tancheva och Anna Chuk,  Bulgarien 7:52,45
4. Cong Huanling och Feng Xueling,  Kina 7:53,30
5. Juliette Haigh och Nicky Coles,  Nya Zeeland 9:37,53

### Final
1. Georgeta Damian och Viorica Susanu,  Rumänien, 7:06,56
2. Katherine Grainger och Cath Bishop,  Storbritannien, 7:08,66
3. Yuliya Bichyk och Natallia Helakh,  Belarus, 7:09,36
4. Darcy Marquardt och Buffy-Lynne Williams,  Kanada, 7:13,33
5. Maren Derlien och Sandra Goldbach,  Tyskland, 7:20,20
6. Juliette Haigh och Nicky Coles,  Nya Zeeland, 7:23,52